# سارینا بولدن
سارینا بولدن (انگلیسی: Sarina Bolden؛ زادهٔ ۳۰ ژوئن ۱۹۹۶) بازیکن فوتبال اهل فیلیپین است که در حال حاضر برای باشگاه فوتبال زنان کومو، از باشگاه‌های شاغل در سری آ زنان ایتالیا، بالاترین سطح لیگ فوتبال زنان در این کشور، بازی می‌کند.
از باشگاه‌هایی که در آن بازی کرده است می‌توان به وسترن سیدنی، نیوکاسل جتس و کومو اشاره کرد.
وی همچنین در تیم ملی فوتبال زنان فیلیپین بازی کرده است.

## زندگی اولیه و تحصیلات
سارینا ایزابل بولدن در تاریخ ۳۰ ژوئن ۱۹۹۶ در سانتا کلارا، کالیفرنیا، ایالات متحده آمریکا به دنیا آمد. او دختر شری و رابرت بولدن است و یک برادر کوچکتر دارد. مادرش از اهالی پانگاسینان، فیلیپین است و پدرش از سیاه‌پوستان آمریکا است. والدین سارینا هر دو به ورزش علاقه دارند، هرچند فوتبال رشته اصلی آن‌ها نیست.
او به میلپیتاس و سپس به دانشگاه لویولا مریمونت رفت و مدرک کسب و کار را دریافت کرد که قصد دارد به عنوان پشتیبان برای حرفه ورزشی‌اش استفاده کند.

## دوران باشگاهی
بولدن در سال ۲۰۲۰ برای زینبی هانگویان در لیگ فوتبال تایوان بازی کرد. او سپس برای باشگاه فوتبال زنان سانفرانسیسکو نایت هاوکس در لیگ حرفه‌ای فوتبال زنان در ایالات متحده آمریکا بازی کرد.
در ژوئن ۲۰۲۱، بولدن به باشگاه فوتبال زنان الفن سایتاما از لیگ برتر فوتبال زنان ژاپن پیوست. او در تاریخ ۱۰ اکتبر ۲۰۲۱، در باخت ۱–۴ سایتاما به توکیو وردی بلزا به عنوان بازیکن تعویضی در دقیقه ۶۲ به میدان رفت. بولدن که زبان مادری‌اش انگلیسی است، در ارتباط با هم‌تیمی‌هایش محدودیت‌هایی داشت.
در دسامبر ۲۰۲۲، بولدن قراردادش را با الفن سیتاما به صورت دوجانبه فسخ کرد و به باشگاه استرالیایی وسترن سیدنی واندررز منتقل شد.
قبل از فصل ۲۰۲۳–۲۴ لیگ استرالیا، مشخص شد که وسترن سیدنی واندررز قرارداد بولدن را تمدید نکرده است. بولدن گفت که از باشگاه‌های مختلف پیشنهاداتی دریافت کرده است، اما او ترجیح داد در لیگ برتر فوتبال زنان استرالیا بماند و در آن زمان «حرکت‌های بزرگ و دور از دسترس» نکند. در آن زمان، او عمدتاً به بازی در تیم ملی فوتبال زنان فیلیپین برای حفظ تناسب اندام خود تکیه کرده بود.
پس از مدتی دوری، از فصل ۲۰۲۳–۲۴، بولدن با باشگاه فوتبال زنان نیوکاسل جتس قرارداد امضا کرد و در اولین بازی، دو گل به ثمر رساند. سرمربی گری فن اگموند از بولدن دعوت کرد تا به تیم بپیوندد.
در اوت ۲۰۲۴، بولدن قراردادی برای بازی در یک باشگاه ایتالیایی امضا کرد. دو هفته بعد، باشگاه فوتبال زنان کومو بولدن را به عنوان بازیکن جدید خود معرفی کرد و قراردادی را علنی نمود که او را تا ۳۰ ژوئن ۲۰۲۶ با باشگاه نگه می‌دارد.

## دوران ملی
عملکرد بولدن با تیم فوتبال زنان دانشگاه لویولا مریمونت باعث شد تا او به یک اردو در اورلاندو، فلوریدا در آوریل ۲۰۱۷ دعوت شود که توسط تیم ملی فوتبال زیر ۲۳ سال زنان ایالات متحده آمریکا سازماندهی شده بود. در اواخر ۲۰۱۷، او توانست در اردوهای آموزشی که توسط تیم ملی فوتبال زنان فیلیپین سازماندهی شده بود، شرکت کند و توجه ریچارد بون، سرمربی وقت تیم ملی را جلب کند. از او بعداً در ترکیب نهایی تیم ملی فیلیپین که در جام ملت‌های زنان آسیا ۲۰۱۸ شرکت کرد، نام برده شد.
در اولین بازی گروهی فیلیپین برابر میزبان اردن، بولدن اولین بازی ملی خود را تجربه کرد. او گل برتری فیلیپین را در پیروزی ۲–۱ برابر میزبان به ثمر رساند.
بولدن در ترکیب تیم ملی فیلیپین که در جام ملت‌های زنان آسیا ۲۰۲۲ حضور داشت. فیلیپین برای اولین بار به مرحله حذفی جام ملت‌های زنان آسیا راه یافت. در مرحله یک‌چهارم نهایی برابر تیم ملی فوتبال زنان چین تایپه، که پس از تساوی ۱–۱ بازی به ضربات پنالتی کشیده شد، بولدن پنالتی برتری را به ثمر رساند که منجر به صعود فیلیپین به اولین جام جهانی فوتبال زنان در تاریخ این کشور، در سال ۲۰۲۳ شد. در ۲۵ ژوئیه ۲۰۲۳، او تنها گل را در پیروزی ۱–۰ برابر تیم ملی فوتبال زنان نیوزیلند به ثمر رساند که اولین گل و اولین پیروزی کشورش در این مسابقات بود.
او در تاریخ ۵ آوریل ۲۰۲۴، در یک بازی دوستانه برابر کره جنوبی، پنجاهمین بازی بین‌المللی خود را به دست آورد.